# Anisotremus interruptus
Anisotremus interruptus és una espècie de peix pertanyent a la família dels hemúlids.

## Descripció
- Pot arribar a fer 51 cm de llargària màxima (normalment, en fa 30) i 3.570 g de pes.
- Cos comprimit.
- Boca petita amb llavis gruixuts i molsuts.
- Aleta dorsal amb 12-13 espines i 16-17 radis tous.
- Línia lateral amb 46-50 escates.
- El color del cos varia entre el groc argentat i el verd. Aletes de color marró groguenc.[3][4][5][6]

## Alimentació
Menja durant la nit invertebrats.

## Hàbitat
És un peix marí, associat als esculls i de clima tropical que viu entre 3 i 30 m de fondària (normalment, entre 3 i 12).

## Distribució geogràfica
Es troba al Pacífic oriental: des del golf de Califòrnia fins al Perú, incloent-hi les illes Galápagos.

## Ús comercial
Es comercialitza fresc.

## Observacions
És inofensiu per als humans.